# Sunkist Growers
Sunkist Growers, Inc. ist eine US-amerikanische Genossenschaft zur Vermarktung von Zitrusfrüchten und deren Erzeugnissen mit Sitz in Sherman Oaks, einem Stadtviertel von Los Angeles. Die ungefähr 6000 Mitglieder kommen hauptsächlich aus Kalifornien und Arizona. Mitglieder können nur Erzeuger und genossenschaftliche Erzeugervereinigungen werden. Unter dem Namen Sunkist werden weltweit Fruchtsafterzeugnisse vertrieben.

## Geschichte
Hervorgegangen ist Sunkist Growers aus der 1893 in Claremont gegründeten Southern California Fruit Exchange. 1905 wurde die Genossenschaft als Körperschaft eingetragen und in The California Fruit Growers Exchange umbenannt. Der neue Name sollte der Bedeutung Rechnung tragen, die sie mit mittlerweile 5000 Erzeugern, die 45 % der damaligen Zitrusfruchtindustrie in Kalifornien repräsentierten, erlangt hatte.
1908 entwickelte die Marketingagentur Lord & Thomas den Namen Sunkist. Er diente als Markenname für Orangen höchster Qualität. 1952 wurde schließlich der heutige Name angenommen, um die Genossenschaft näher mit dem Markennamen in Verbindung zu bringen.

## Produkte

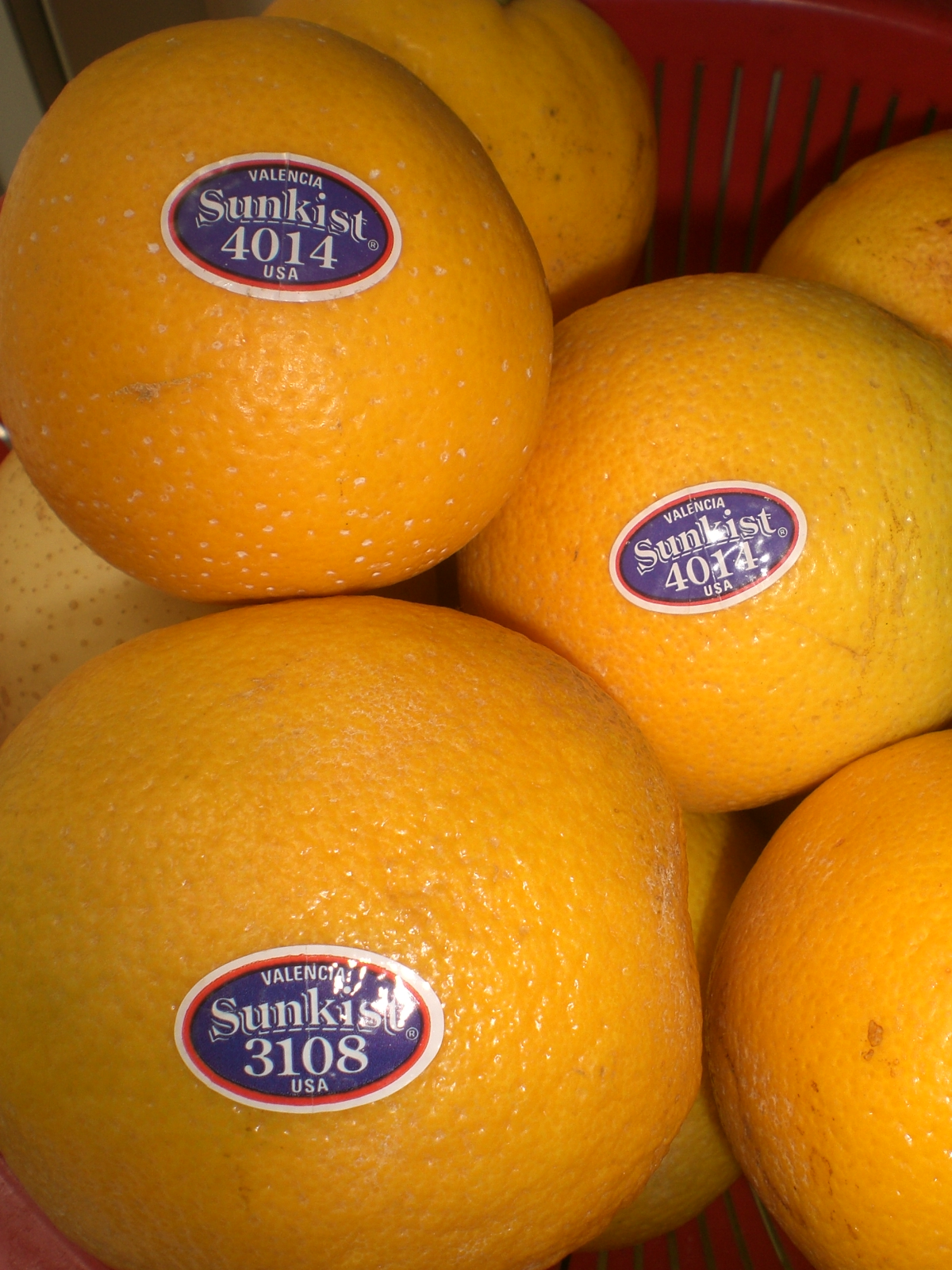
Früchte der Marke Sunkist

Neben Zitrusfrüchten wie z. B. Orangen, Zitronen und Mandarinen werden auch Erzeugnisse aus Zitrusfrüchten unter dem Markennamen Sunkist lizenziert und in Nordamerika, Europa, dem Nahen Osten, Asien und Australien vertrieben. Dazu gehören insbesondere Fruchtsäfte, Limonaden, Fruchtgummi und Vitamine.

## Lizenzierung von Sunkist-Marken
Sunkist-Erfrischungsgetränke, einschließlich der „Sunkist Orange Soda“ mit Orangengeschmack und anderer Limonaden mit Fruchtgeschmack, werden von Keurig Dr Pepper unter Lizenz von Sunkist Growers für den US-amerikanischen Markt hergestellt und vertrieben.
„Sunkist Fruit Gems“ sind eine weiche Fruchtsüßigkeit, die von Jelly Belly unter Lizenz von Sunkist hergestellt wird. Jelly Belly hat den früheren Hersteller, die Ben Myerson Candy Company, (USA & Kanada) übernommen.
„Sunkist Fruit Snacks“, „Sunkist Fruit & Grain Bars“ und „Sunkist Baking Mixes“ werden von General Mills (US) vermarktet, „Sunkist NFC Orangensaft und Saftgetränke“ von A. Lassonde (Kanada), „Sunkist Fruit First Fruit Snacks“ von Ganong Bros. (Kanada) und „Sunkist Vitamin C & Supplements“ von WN Pharmaceuticals (Kanada).
Sunkist-Saft und -Saftgetränke sind in Japan, Südkorea, Hongkong (A.S. Watson Group), Indonesien, Malaysia, mehreren Ländern am Persischen Golf, Belgien, Malta, Deutschland (CTP Germany GmbH), Österreich, Australien (Asahi) und anderen Ländern unter Lizenz zu finden.